# Arxius de la FinCEN
Els arxius de la FinCEN (en anglès: FinCEN Files) són documents filtrats de la Financial Crimes Enforcement Network (FinCEN), que han estat investigats pel Consorci Internacional de Periodistes d'Investigació (ICIJ), i publicats a nivell mundial al setembre de 2020. En els informes es detallen més de 200.000 transaccions financeres sospitoses per valor de més de 2 bilions de dòlars dels EUA que es van produir entre 1999 i 2017 en múltiples institucions financeres mundials.
Els documents semblen mostrar que, si bé tant els bancs com el Govern dels Estats Units disposaven d'aquesta intel·ligència financera, poc van fer per a detenir activitats com el blanqueig de diners. La informació implica institucions financeres de més de 170 països, entre les quals JP Morgan, Deutsche Bank, HSBC i Standard Chartered Bank, que van contribuir a facilitar el blanqueig de diners i altres delictes fraudulents. La BBC descriu la importància dels arxius com una mostra de com "els majors bancs del món han permès als delinqüents moure diners bruts per tot el món".

## Context
La FinCEN és una oficina del Departament del Tresor dels Estats Units que reuneix i analitza informació per a combatre el blanqueig de diners, el finançament del terrorisme, l'evasió de sancions econòmiques i altres delictes financers. La FinCEN recopila "informes sobre activitats sospitoses" (traduït de suspicious activity reports o SAR), informes que han de presentar les institucions financeres quan sospiten que els seus clients estan involucrats en delictes financers. Els SAR no són una prova d'un delicte, però proporcionen informació vital per a investigar els delictes. La FinCEN va recollir més de 2 milions de SAR l'any passat mentre que el seu personal s'havia disminuït en un 10%. Les fonts de BuzzFeed News també inclouen que la majoria dels SAR no es llegeixen o no es prenen mesures sobre aquest tema. Mentre que els bancs estan obligats a presentar un SAR quan es tracta d'activitats sospitoses; així i tot, han de prendre mesures per si mateixos; la presentació d'un SAR no és l'única cosa que el banc fa per a lluitar contra la corrupció o el blanqueig de diners. La divulgació no autoritzada d'un SAR és un delicte penal federal dels Estats Units.

## Periodisme d'investigació
BuzzFeed News va obtenir els 2.657 documents filtrats, incloent 2.121 SAR, en 2019 i els va compartir amb el ICIJ. 400 periodistes de 88 països van procedir a investigar les filtracions que van ser posades en coneixement del públic el 20 de setembre de 2020. El ICIJ ha declarat que els arxius són en la seva majoria de 2011 a 2017. A més, va assenyalar que els resultats poden no ser representatius de tots els RAS, ja que els arxius rebuts són menys del 0,02% dels més de 12 milions de RAS que les institucions financeres van presentar a la FinCEN durant aquest temps. El Miami Herald va dir que els arxius "són els registres del Tresor dels Estats Units més detallats que s'han filtrat".
BuzzFeed News va assenyalar que alguns dels registres es van recopilar com a part de les investigacions del Congrés dels Estats Units sobre la interferència russa en les eleccions de 2016 als Estats Units; uns altres es van recopilar arran de les peticions a la FinCEN dels organismes d'aplicació de la llei.